# Ole Kristian Silseth
Ole Kristian Silseth (* 24. Mai 1958 in Molde) ist ein ehemaliger norwegischer Radrennfahrer und nationaler Meister im Radsport.

## Sportliche Laufbahn
Silseth war im Straßenradsport und im Bahnradsport aktiv. Sein erster bedeutender Erfolg war der Sieg in der Tyrifjorden Rundt 1979. 1980 wurde Silseth mit Morten Sæther, Bjørn Bilstad und Stein Bråthen nationaler Meister im Mannschaftszeitfahren. 1981 gewann dieser Vierer erneut die Meisterschaft. 1982 wurde er Meister im Straßenrennen und im Mannschaftszeitfahren. 1982 wurde er Sieger im Straßenrennen der Meisterschaften der Nordischen Länder vor Dag Otto Lauritzen. 1982 war seine erfolgreichste Saison als Amateur mit Siegen im Etappenrennen Tour of Scotland und in den Eintagesrennen Roserittet (wie bereits 1980) und Solleröloppet in Schweden. Dazu kam ein Etappensieg im Rennen Ruota d’Oro.
Im Bahnradsport gewann Silseth mit Morten Sæther, Stein Bråthen und Bjørn Bilstad 1980 die Meisterschaft in der Mannschaftsverfolgung. 
Von 1982 bis 1984 fuhr er als Berufsfahrer, er begann im italienischen Radsportteam Metauro Mobili-Pinarello. 1984 gewann er eine Etappe der Schweden-Rundfahrt und belegte den 6. Rang in der Gesamtwertung. In der Tour de France 1983 schied er aus. Im Giro d’Italia 1984 belegte er den 111. Platz der Gesamtwertung.
Später wechselte er zum BMX-Sport.

## Berufliches
Zwischen 1996 und 2001 war er Nationaltrainer für Mountainbike. In Molde betreibt er ein Fahrradgeschäft.